# Anton-Grandauer-Straße 11

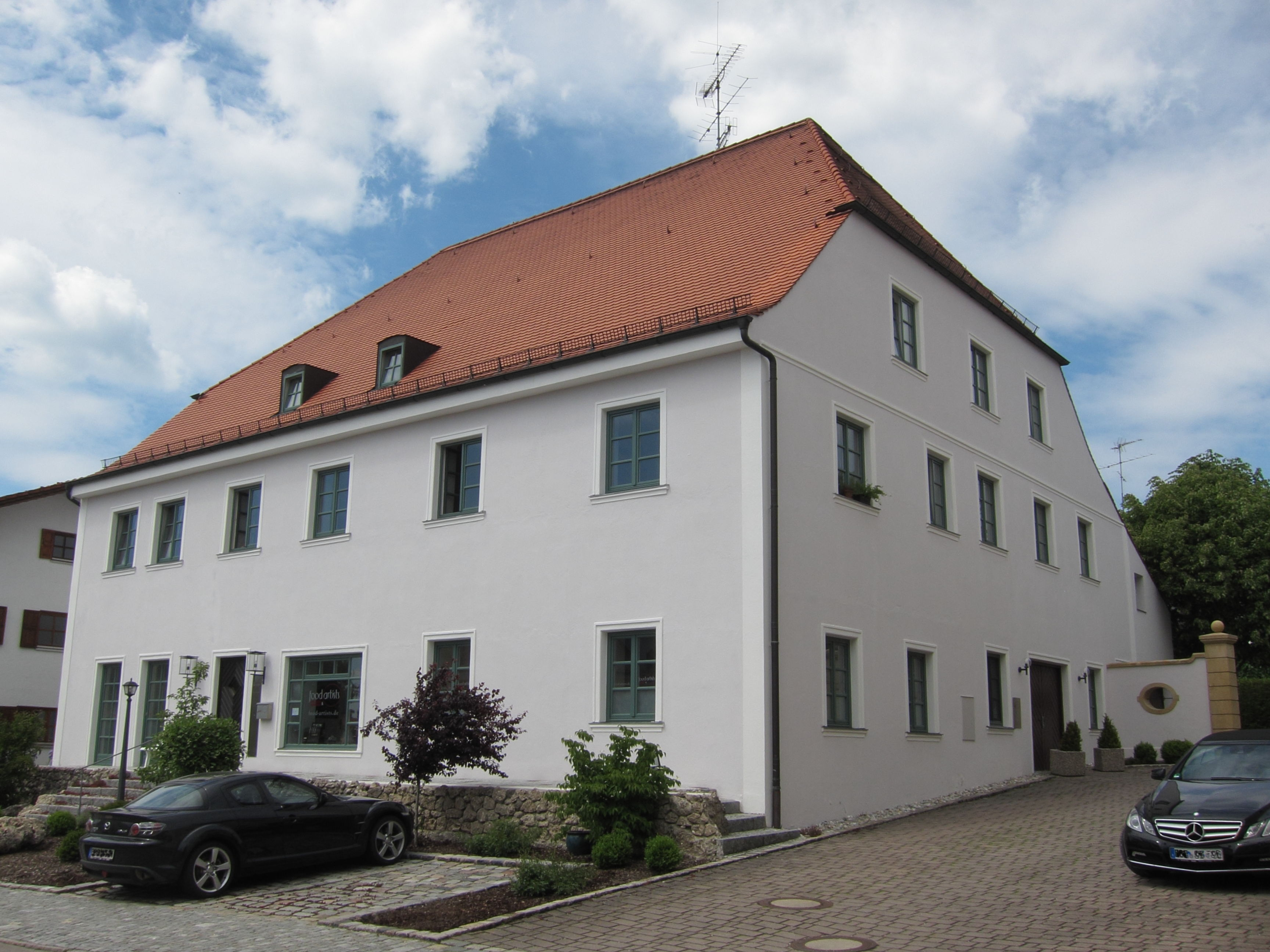
Anton-Grandauer-Straße 11

Das Gebäude Anton-Grandauer-Straße 11 ist ein zweigeschossiges verputztes Wohnhaus mit Halbwalmdach in der Gemeinde Zorneding. Das um 1800 errichtete Gebäude ist unter der Nummer D-1-75-139-5 als Denkmalschutzobjekt in der Liste des Bayerischen Landesamtes für Denkmalpflege eingetragen.
Es handelt sich um ein ehemaliges Nebengebäude der Posthalterei, jetzt Gasthof Post in der Anton-Grandauer-Straße 9.